# Fucking Hell
Fucking Hell è una birra chiara tedesca, una pilsner con una gradazione alcolica pari al 4,9%.
La birra prende il nome dal villaggio austriaco di Fucking e gioca sul significato del termine Hell che in inglese significa inferno, ma che è anche la parola tedesca che descrive il tipo di birra anche se Fucking Hell non è considerata una vera hellbier, poiché le birre prodotte nel tradizionale stile di Monaco hanno un sapore maltato e sono leggermente più scure.
Il nome della birra è stato oggetto di controversie perché sia le autorità locali di Fucking che l'Ufficio dell'Unione europea per la proprietà intellettuale si sono inizialmente opposti. Alla fine è stato accettato e la birra è venduta a livello internazionale.

## Produzione
Nel 2010, tre uomini d'affari tedeschi, Stefan Fellenberg, Florian Krause e Hans-Jörg Schaller, hanno ideato un piano per portare una nuova birra sul mercato. Krause era originario di Bad Reichenhall, una città bavarese distante 20 km dal villaggio austriaco di Fucking, e il nome del villaggio li ha ispirati a ideare un marchio divertente e hanno chiesto di registrare un marchio comunitario per "Fucking Hell".
L'Ufficio per la registrazione di marchi e disegni e modelli dell'Unione europea ha inizialmente rifiutato di concedere un marchio per la birra perché conteneva un'imprecazione. Tuttavia, Fellenberg e Krause sostenevano che il nome si riferisse al villaggio in Austria e che hell fosse un termine austriaco per indicare la birra chiara e alla fine hanno ottenuto la registrazione del marchio, affermando che il nome era "un'interiezione usata per esprimere un'imprecazione, ma non indica contro chi è diretta un'imprecazione, né può essere considerato riprovevole l'uso di esistenti nomi di luoghi in modo mirato (come riferimento al luogo), semplicemente perché questo può avere un significato ambiguo in altre lingue".
Fucking Hell non è prodotta a Fucking, ma originariamente veniva prodotta in un birrificio a Weilheim e dal 2013 la produzione si è trasferita a Hartmannsdorf. Al momento del lancio di Fucking Hell, non c'era un birrificio nel villaggio di Fucking.